# Hanuta

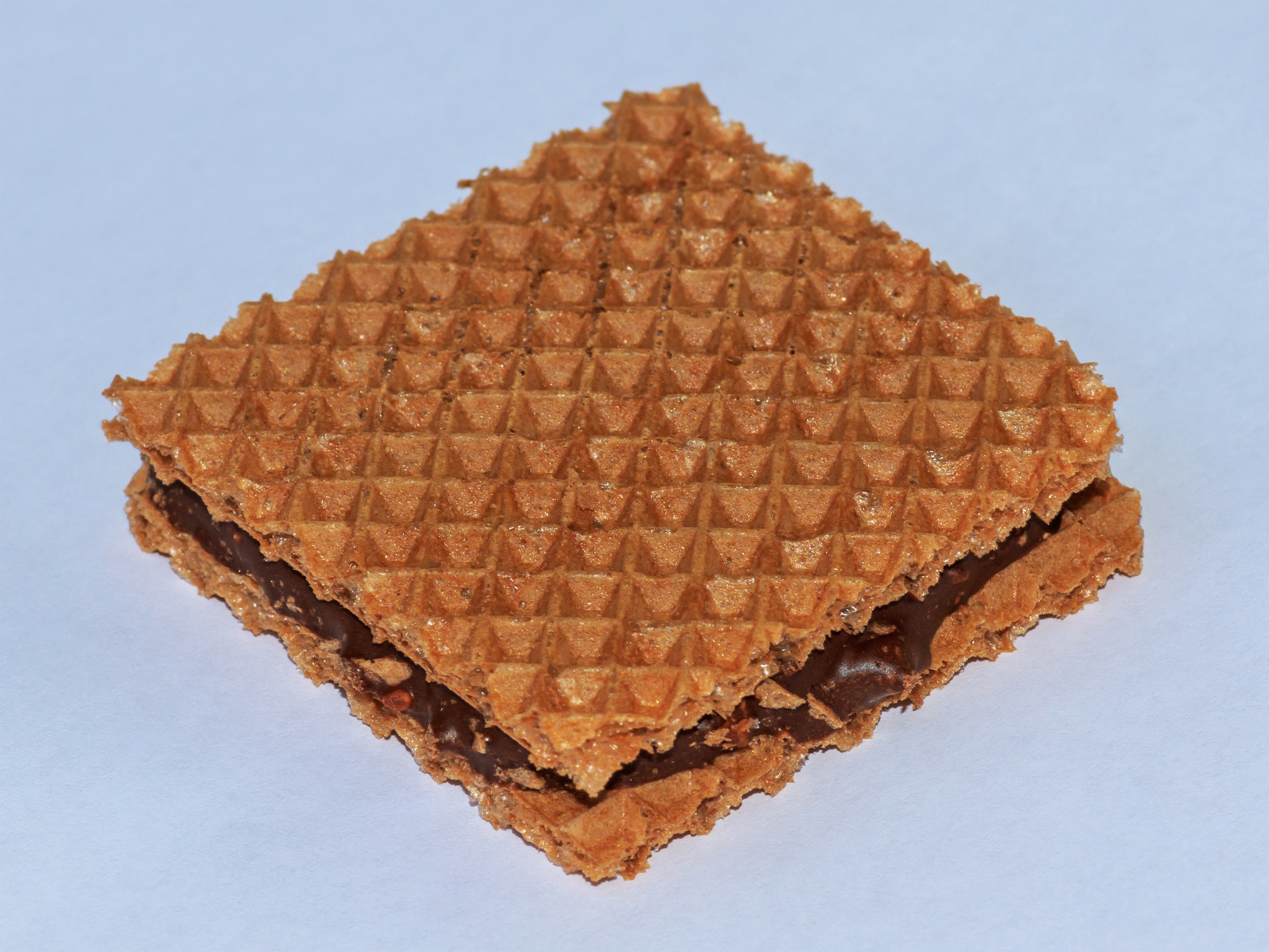
hanuta

Hanuta (eigene Schreibweise „hanuta“) ist ein Süßwarenprodukt der italienischen Firma Ferrero. Es besteht aus Kakaocreme mit Haselnussstückchen, eingebettet zwischen zwei Waffeln. Hanuta kam 1959 auf den deutschen Markt und ist als eingetragene Marke geschützt.

## Name
Der Name „hanuta“ ist ein aus dem Wort Haselnusstafel gebildetes Akronym. Auf der Packung selbst steht Haselnuss-Schnitte, da dies die Verkehrsbezeichnung des Produktes nach den lebensmittelrechtlichen Vorschriften ist.

## Daten
Hanuta wurde bis Mai 2012 in einer 12er-Packung zu 250 g verkauft. Zurzeit ist Hanuta in einer 10er-Packung zu 220 g erhältlich, deren Einführung eine Preiserhöhung darstellte. Ein Hanuta wiegt 22 g und besteht zu ca. 75 % aus Fett und Zucker. Vorübergehend kommen immer wieder verschiedene Variationen in den Handel, z. B. mit Mandeln und Mandelcreme oder mit Krispies und Milchcreme. Ein Hanuta hat eine quadratische Grundfläche mit einer Seitenlänge von 55 mm und ist 14 mm hoch. Ergänzend gibt es Hanuta auch als „Minis“. Seit November 2018 gibt es eine neue Verpackung der Haselnussschnitten. Ferrero benutzt jetzt Kunststoff anstelle von Aluminium.
Anfang 2025 brachte Ferrero eine limitierte vegane Version von Hanuta auf den Markt, die „Limited Edition hanuta Crispy Cocoa“, welche als plant based Hanuta vermarktet wird. Es ist ein pflanzliches Produkt ohne tierische Inhaltsstoffe, wobei die Zutatenliste deutlich kürzer ist als beim „Original“-Hanuta.

### Zutaten
Laut Firmenwebseite/Verpackung enthält Hanuta folgende Zutaten (Reihenfolge in absteigenden Anteilen): Zucker, pflanzliche Fette (Palm, Shea), Weizenmehl (13,5 %), Haselnüsse (13 %), Süßmolkepulver, fettarmer Kakao, Vollmilchschokolade (Zucker, Vollmilchpulver, Kakaobutter, Kakaomasse, Emulgator Lecithine (Soja), Vanillin), Magermilchpulver, Butterreinfett, Aromen, Salz, Halbbitterschokolade (Zucker, Kakaomasse, Kakaobutter, Emulgator Lecithine (Soja), Vanillin); Emulgator Lecithine (Soja), Traubenzucker, Backtriebmittel Natriumhydrogencarbonat, Vanillin.
Das plant based Hanuta weist folgende Zutaten auf: Zucker, Palmöl, Weizenmehl (12,5 %), fettarmer Kakao (10,5 %), Haselnüsse (8 %), Kichererbsen, Quinoa-Crisps (5 %), Emulgator Lecithine (Soja), Salz, Backtriebmittel Natriumhydrogencarbonat, Vanillin.

### Nährwerte
Als Nährwerte sind angegeben:
| Gehalt                          | je 100 g   |
| ------------------------------- | ---------- |
| Energie (kJ/kcal)               | 2260 / 542 |
| Fett (g)                        | 31,9       |
| davon gesättigte Fettsäuren (g) | 13,7       |
| Kohlenhydrate (g)               | 54,0       |
| davon Zucker (g)                | 42,6       |
| Eiweiß (g)                      | 7,6        |
| Salz (g)                        | 0,432      |

## Kritik
Aufgrund des geringen Haselnussanteils beschäftigte die Bezeichnung des Produkts als „Haselnuss-Schnitte“ auch die Verbraucherzentrale mit Schriftverkehr dazu, mit der Einschätzung der Verbraucherzentrale sowie der Stellungnahme der Ferrero MSC GmbH & Co. KG, Frankfurt/Main.

## Klebebilder
Ferrero nutzt zur Verkaufsförderung regelmäßig Sammelbilder von Comicfiguren und Fußball-Nationalspielern.
Zu sportlichen Großereignissen, wie etwa Fußball-Welt- (seit 1982) und -Europameisterschaften gibt Ferrero, ähnlich dem Panini-Verlag, eine Klebebilder-Serie mit den Spielern der deutschen Nationalmannschaft heraus.
Die einzelnen Bilder finden sich in Hanuta sowie duplo und Kinder-Riegel, zwei anderen Produkten von Ferrero, jeweils zwischen den beiden Schichten der Verpackung. Zu jedem Ereignis können ein Sammelalbum und auch einzelne Bilder bestellt werden, so dass die Sammler nicht gezwungen werden, große Mengen von Ferrero-Produkten zu kaufen, um ein fehlendes Bild zu erhalten. Daneben werden auch immer wieder Bilderserien aufgelegt mit Motiven, die als Figuren auch im Überraschungsei verwendet werden.